# Carlos Barral i Agesta

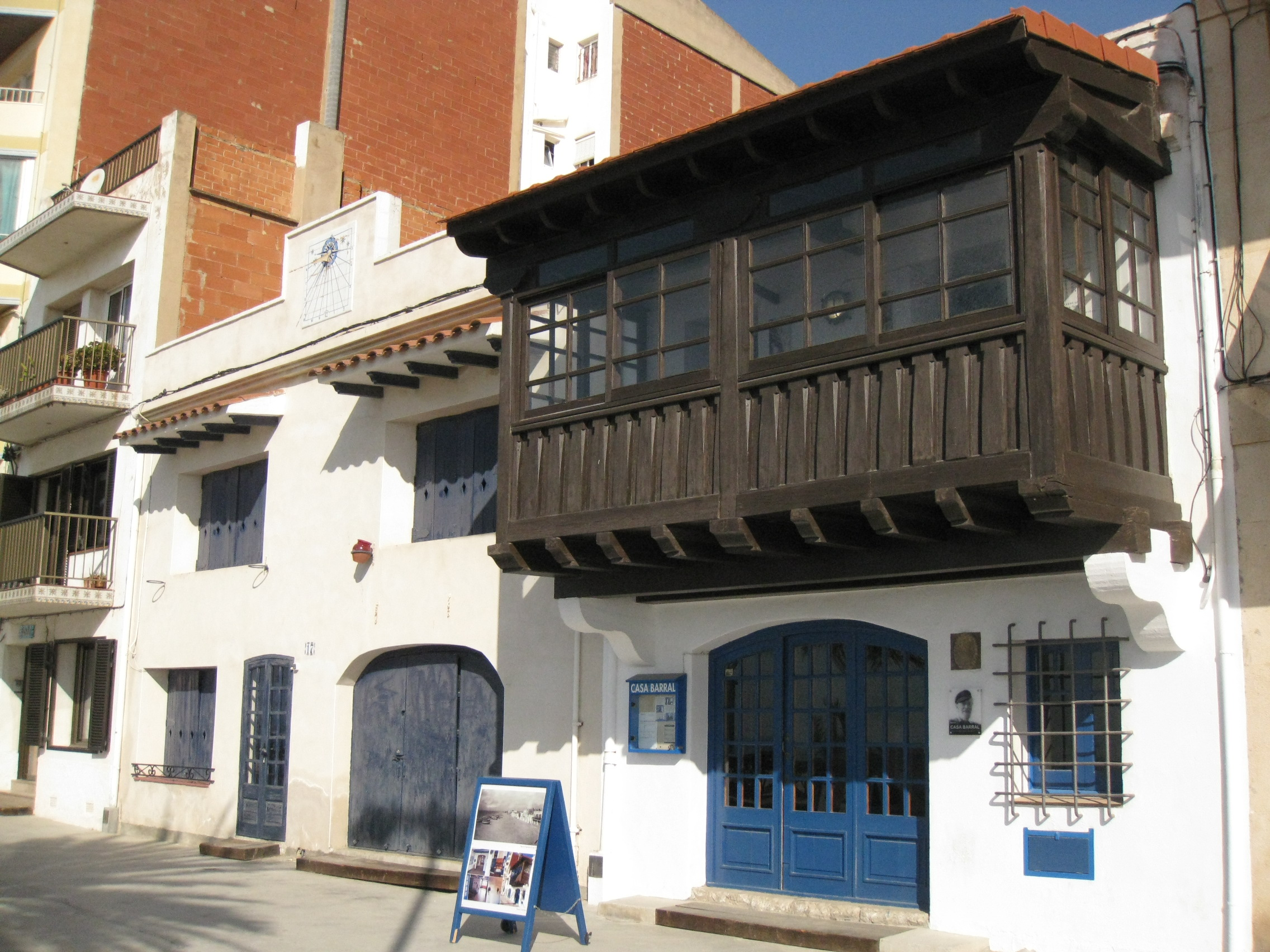
Casa Museu Barral a Calafell

Carlos Barral i Agesta (Barcelona, 2 de juny de 1928 - ibíd., 12 de desembre de 1989) va ser un editor, polític, i poeta i escriptor català en llengua castellana.

## Biografia
Fill de Carles Barral i Nualart cartellista, escriptor i inventor. Es va llicenciar en Dret per la Universitat de Barcelona el 1950 i després va impulsar l'empresa editorial de la seva família (Seix-Barral), aconseguint que esdevingués una de les més importants de l'època. Com a editor va crear premis i col·leccions que varen permetre donar a conèixer als lectors del moment els més importants corrents literaris europeus i hispanoamericans del segle xx i alhora renovar la literatura espanyola dels darrers anys del franquisme.
Durant els seus anys d'estudiant va mantenir una intensa amistat amb Jorge Folch i Rusiñol. Aquest poeta va morir tràgicament als 22 anys, i degut a aquest fet, Barral, junt amb altres companys de carrera, li va retre diversos homenatges. Amb alguns d'aquests companys, Barral va formar el grup d'intel·lectuals barcelonins dels anys cinquanta, en el que també hi havia Jaime Gil de Biedma, Joan Reventós, Jaume Ferran, Alfonso Costafreda, Gabriel Ferrater i Alberto Oliart.
El 4 d'octubre de 1954 a Calafell es va casar amb Yvonne Hortet, una filla de l'alta burgesia barcelonina, el padrí va ser Jaime Gil de Biedma. La seva vida estigué fortament lligada al mar i a la localitat tarragonina costanera de Calafell, on residia llargues temporades. Van tenir cinc fills : Dànae, Dario, Marco, Alexis i Yvonne Barral Hortet.
El 1952 publicà el seu primer llibre de poemes Las aguas reiteradas, al que seguiren, Metropolitano el 1957, 19 Figuras de mi historia civil el 1961, i Usuras y figuraciones el 1973. A partir de 1975 inicia, amb Años de penitencia, la seva producció en prosa de caràcter memorialista. Després publicaria també Los años sin excusa.
Fou senador per Tarragona el 1982, i posteriorment parlamentari europeu pel PSC-PSOE.
El 1983 va rebre la Creu de Sant Jordi, i el 1988 obtingué el Premi Comillas de Tusquets Editors en la categoria de Memòries per la seva obra Cuando las horas veloces.
Va morir a Barcelona el 1989; les seves cendres es van llençar al mar a Calafell, on posteriorment s'hi va obrir una casa-museu.

## Obra

### Poesia
- Metropolitano (1957)
- Diecinueve figuras de mi historia civil (1961)
- Usuras (1965)
- Figuración y fuga (1966)
- Informe personal sobre el alba (1970)
- Usuras y figuraciones (1973)
- Lecciones de cosas. Veinte poemas para el nieto Malcolm (1986)
- Antología poética (1989)

### Memòries
- Años de penitencia (1975)
- Los años sin excusa (1978)
- Cuando las horas veloces (1988)

### Libres de fotografies
- Catalunya des del mar (1982)
- Catalunya a vol d'ocell (1985), ambdós amb fotografies de Xavier Miserachs.

## Museu Casa Barral
L'any 1999 l'ajuntament de Calafell va adquirir la botiga de pescadors que havia estat propietat del pare de Barral, i el 2004 en va obrir les portes com a Museu Casa Barral.
S'hi organitzen diverses activitats culturals, com ara presentacions de llibres i xerrades literàries. L'any 2007, commemorant el 50è aniversari de la publicació de Metropolitano, va tenir-hi lloc el I Congrés Carles Barral, dirigit per Carme Riera.